# Igreja Santo Antônio de Pádua
A Igreja Santo Antônio de Pádua é uma igreja pertencente a Paróquia de Inajá, construída em 1925 pela população inajaense. Fica localizada na praça Maria dos Prazeres, Centro de Inajá-PE. 

## História
Por volta do fim do século XIX, a comunidade da então fazenda Espírito Santo decide construir uma capela em honra a santo Antônio de Pádua, dando início a construção da primeira igreja do futuro município de Inajá.
Em 1897, em decorrência do crescimento da localidade, o povoado foi elevado a categoria de Vila, e a população decidiu construir uma igreja maior para acomodar mais fieis.
.
Não sabe-se a data correta do inicio da construção, porém conta-se que toda população da vila contribuiu para a construção da mesma.
Tradicionalmente se diz que os construtores da igreja foram pessoas da família Silvério. Essa família era a que possuía o melhores carpinteiros e pedreiros da então vila Espírito Santo. Sendo que os responsáveis pela construção da igreja foram os senhores João Silvino Laranjeira e Pedro Silvino Laranjeira.
No ano do término da Igreja Santo Antônio de Pádua, a vila de Inajá pertencia a paróquia de Tacaratu, e por isso o padre que veio consagrar a igreja foi o Padre Frederico de Tacaratu.
Desde a época em que o local era fazenda, celebrava-se durante 12 noites a festa de Santo Antônio de Pádua, tradição que se segue até hoje.

## Arquitetura
A Igreja foi edificada em calçada alta, e destaca-se em meio aos casarios do local. A fachada principal é composta por três portas .
de acesso, sendo que a porta central é maior que a lateral. Logo acima de cada porta há, simetricamente, três janelas que ficam a altura do coro. O frontão é simples e apresenta três pináculos: um em cada extremidade e um central, onde se avista a cruz. 
A arquitetura da igreja foi modificada várias vezes devido a reformas, a última ocorreu em 2008 devido a infestação de mocegos no local.
O coro original era feito de madeira, porém foi substituído devido a uma infestação por cupins.  
O altar foi remodelado para atender as exigências do concílio vaticano II, o que diminui o tamanho do mesmo.
.

## Padroeiro
Por ser a primeira Igreja da Cidade de Inajá, Santo Antônio se tornou o padroeiro do local, e é comemorado no dia 13 de junho data que é feriado na cidade.

## Festa de Santo Antônio
A influência de Santo Antônio criou na cidade uma enorme devoção ao santo. Durante os doze primeiros dias de junho há a novena ao Santo e missa, ritos que ainda preservam as tradições antigas, como a entrega do ramo. A entrega do ramo se caracteriza como um rito em que o "noiteiro” (responsável pela novena) do dia circula a igreja e a praça e entrega um ramo de flores ao noiteiro da noite seguinte.
Ainda preservando as tradições antigas podemos ver, durante o período de festa, um grupo de pífanos, que no passado fazia a festa dos devotos depois da novena.
O período festivo começa no ultimo dia do mês de maio quando há a "coroação" de nossa senhora na igreja matriz da cidade.Logo após a coroação os fieis seguem em procissão até a igreja Santo Antônio de Pádua, onde é oficialmente aberta a festa de Santo Antônio.
Durante doze noites a cidade comemora o santo, e no dia 13 de junho é feita a grande festa com procissão pelas ruas da cidade e missa a Santo Antônio.
A festa ganhou importância e caiu no gosto popular, e no período de 1 a 12 de junho são realizados shows gratuitos em praça pública com atrações locais e nacionais. Essa festa aquece a economia do município e é considerada o principal festejo popular da cidade.